# Juan Daniel Cáceres
Juan Daniel Cáceres Rivas (Asunción, 6 ottobre 1973) è un ex calciatore paraguaiano, di ruolo difensore.

## Statistiche

### Cronologia presenze e reti in nazionale
| Cronologia completa delle presenze e delle reti in nazionale ― Paraguay | Cronologia completa delle presenze e delle reti in nazionale ― Paraguay | Cronologia completa delle presenze e delle reti in nazionale ― Paraguay | Cronologia completa delle presenze e delle reti in nazionale ― Paraguay | Cronologia completa delle presenze e delle reti in nazionale ― Paraguay | Cronologia completa delle presenze e delle reti in nazionale ― Paraguay | Cronologia completa delle presenze e delle reti in nazionale ― Paraguay | Cronologia completa delle presenze e delle reti in nazionale ― Paraguay |
| Data                                                                    | Città                                                                   | In casa                                                                 | Risultato                                                               | Ospiti                                                                  | Competizione                                                            | Reti                                                                    | Note                                                                    |
| ----------------------------------------------------------------------- | ----------------------------------------------------------------------- | ----------------------------------------------------------------------- | ----------------------------------------------------------------------- | ----------------------------------------------------------------------- | ----------------------------------------------------------------------- | ----------------------------------------------------------------------- | ----------------------------------------------------------------------- |
| 28-4-1999                                                               | Pedro Juan Caballero                                                    | Paraguay                                                                | 2 – 1                                                                   | Messico                                                                 | Amichevole                                                              | 1                                                                       |                                                                         |
| 17-6-1999                                                               | Ciudad del Este                                                         | Uruguay                                                                 | 3 – 2                                                                   | Paraguay                                                                | Amichevole                                                              | -                                                                       |                                                                         |
| 13-10-1999                                                              | Chicago                                                                 | Messico                                                                 | 0 – 1                                                                   | Paraguay                                                                | Amichevole                                                              | -                                                                       |                                                                         |
| 15-10-1999                                                              | Città del Guatemala                                                     | Guatemala                                                               | 0 – 0                                                                   | Paraguay                                                                | Amichevole                                                              | -                                                                       |                                                                         |
| 3-11-1999                                                               | Buenos Aires                                                            | Paraguay                                                                | 0 – 0                                                                   | Bolivia                                                                 | Amichevole                                                              | -                                                                       |                                                                         |
| 17-11-1999                                                              | Maldonado                                                               | Uruguay                                                                 | 0 – 1                                                                   | Paraguay                                                                | Amichevole                                                              | -                                                                       |                                                                         |
| 27-1-2001                                                               | Hong Kong                                                               | Paraguay                                                                | 1 – 1 dts (5 – 6 dtr)                                                   | Corea del Sud                                                           | Coppa Carlsberg                                                         | -                                                                       |                                                                         |
| 28-6-2001                                                               | Tokyo                                                                   | Paraguay                                                                | 2 – 0                                                                   | Jugoslavia                                                              | Amichevole                                                              | 1                                                                       |                                                                         |
| 1-7-2001                                                                | Sapporo                                                                 | Giappone                                                                | 2 – 0                                                                   | Paraguay                                                                | Amichevole                                                              | -                                                                       |                                                                         |
| 12-7-2001                                                               | Cali                                                                    | Perù                                                                    | 3 – 3                                                                   | Paraguay                                                                | Coppa America 2001 - 1º turno                                           | -                                                                       |                                                                         |
| 15-7-2001                                                               | Cali                                                                    | Messico                                                                 | 0 – 0                                                                   | Paraguay                                                                | Coppa America 2001 - 1º turno                                           | -                                                                       |                                                                         |
| 18-7-2001                                                               | Cali                                                                    | Brasile                                                                 | 3 – 1                                                                   | Paraguay                                                                | Coppa America 2001 - 1º turno                                           | -                                                                       |                                                                         |
| 15-8-2001                                                               | Porto Alegre                                                            | Brasile                                                                 | 2 – 0                                                                   | Paraguay                                                                | Qual. Mondiali 2002                                                     | -                                                                       |                                                                         |
| 7-10-2001                                                               | Asunción                                                                | Paraguay                                                                | 2 – 2                                                                   | Argentina                                                               | Qual. Mondiali 2002                                                     | -                                                                       | 81’                                                                     |
| 8-11-2001                                                               | San Cristóbal                                                           | Venezuela                                                               | 3 – 1                                                                   | Paraguay                                                                | Qual. Mondiali 2002                                                     | -                                                                       |                                                                         |
| 8-6-2005                                                                | Asunción                                                                | Paraguay                                                                | 4 – 1                                                                   | Bolivia                                                                 | Qual. Mondiali 2006                                                     | -                                                                       |                                                                         |
| 17-8-2005                                                               | Ciudad del Este                                                         | Paraguay                                                                | 3 – 0                                                                   | El Salvador                                                             | Amichevole                                                              | -                                                                       | 60’                                                                     |
| 11-10-2005                                                              | Asuncion                                                                | Paraguay                                                                | 0 – 1                                                                   | Colombia                                                                | Qual. Mondiali 2006                                                     | -                                                                       | 61’                                                                     |
| 1-3-2006                                                                | Cardiff                                                                 | Galles                                                                  | 0 – 0                                                                   | Paraguay                                                                | Amichevole                                                              | -                                                                       |                                                                         |
| Totale                                                                  |                                                                         | Presenze                                                                | 19                                                                      |                                                                         | Reti                                                                    | 2                                                                       |                                                                         |